# Zugliget
Zugliget ([ˈzugligɛt], en allemand Sauwinkel) est un quartier situé dans le 12e arrondissement de Budapest. Il est desservi par le Gyermekvasút et le Libegő.